# Örlogsbas

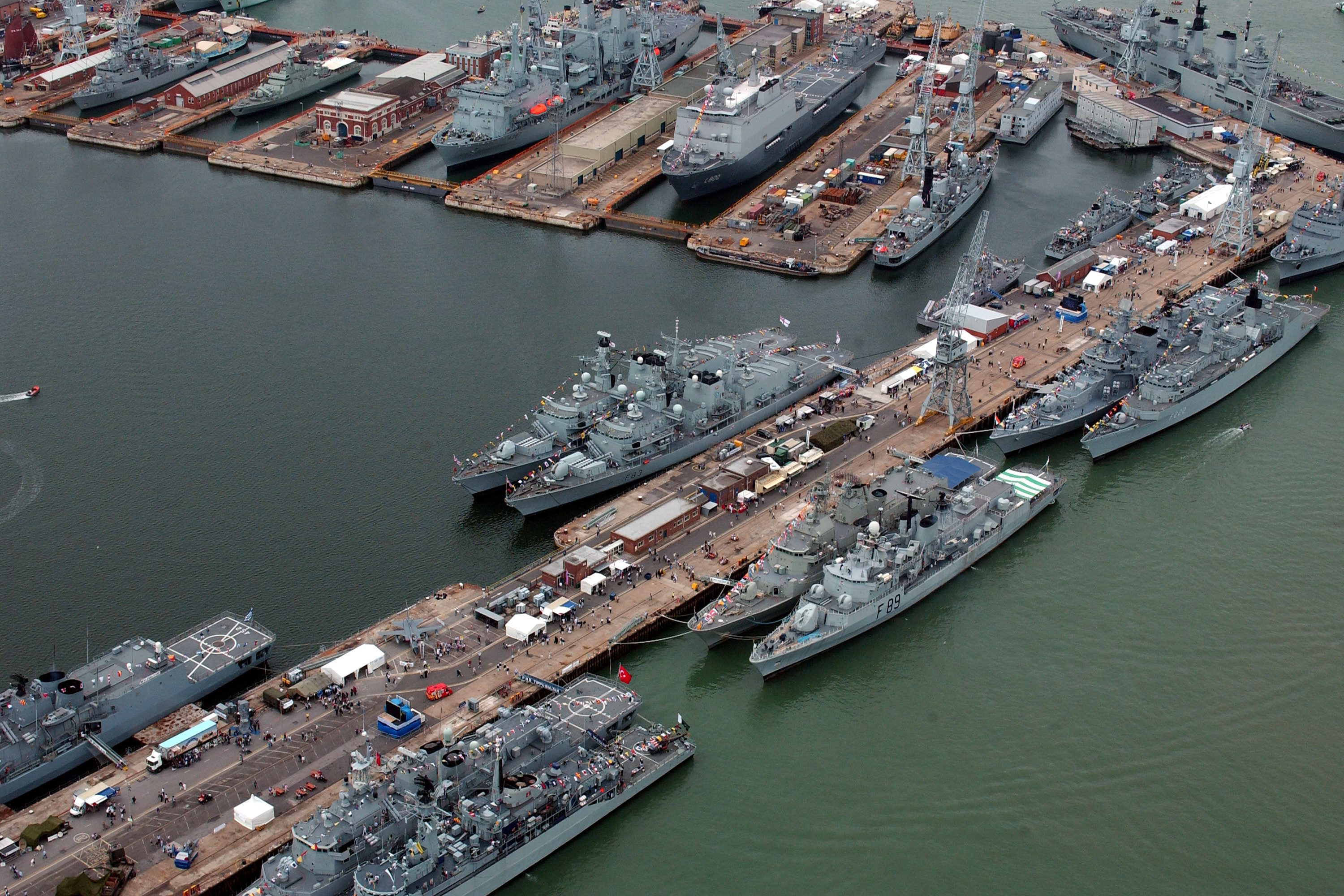
Fartyg från olika länder förtöjda vid brittiska flottans bas i Portsmouth.

Örlogsbas är ett område avsett för att basera örlogsfartyg. Från basen kan fartygen verka, skyddas, underhållas och reorganiseras.

## Örlogsbaser i olika länder

### Kina
- Lüshunkou
- Zhanjiang

### Norge
- Haakonsvern

### Storbritannien
- HMNB Clyde
- HMNB Portsmouth

### Sverige
- Karlskrona örlogsbas (Marinbasen)

I krig var den svenska flottan baserad vid olika marina operationsbaser.
- Blekingebasen (BleB) i Karlskrona i Blekinge
- Fårösundsbasen (FårB) i Fårösund på Gotland
- Grebbestadsbasen (GreB) i Grebbestad i Bohuslän
- Gräddöbasen (GröB) på Gräddö utanför Norrtälje i Roslagen
- Gullmarsbasen (GullB) i Skredsvik norr om Uddevalla i Bohuslän
- Hemsöbasen (HemB) på Hemsön utanför Härnösand i Ångermanland
- Järnaviksbasen (JvB), ersattes 1959 av Blekingebasen
- Marstrandsbasen (MarB) i Marstrand i Bohuslän
- Orrfjärdsbasen (OrrB) i Gryts skärgård norr om Västervik i Östergötland
- Saxarfjärdsbasen (SaxB) på Rindö utanför Vaxholm i Roslagen
- Stockholmsbasen (StoB) med Stockholms örlogsvarv (ÖVS) på Skeppsholmen i Stockholm
- Södertörnsbasen (SörB) delad på Ingarö och Horsfjärden utanför Berga örlogsbas

### USA
- Naval Base Coronado
- Naval Base Kitsap
- Naval Base Point Loma
- Naval Base San Diego
- Naval Base Ventura County
- Naval Station Mayport
- Naval Station Norfolk
- Naval Station Pearl Harbor
- Naval Submarine Base New London
- Naval Submarine Base Kings Bay